# Sebastian Druszkiewicz
Sebastian Marek Druszkiewicz (Zakopane, 14 juni 1986) is een voormalig Pools en Tsjechisch langebaanschaatser. Hij is met name goed op de lange afstanden, de 5000 en 10.000 meter.

## Biografie
Druszkiewicz studeerde lichamelijke opvoeding in Katowice. Druszkiewicz won diverse medailles op de Poolse kampioenschappen schaatsen allround en afstanden. In wereldbekerwedstrijden rijdt hij vaak in de B-groep. Op de wereldkampioenschappen schaatsen afstanden 2008 werd Druszkiewicz 22e op de 5000 meter en 8e op de ploegenachtervolging.
In het seizoen 2009/2010 weet hij zich te plaatsen voor de Olympische Winterspelen in Vancouver. Op de 10.000 meter wordt hij 14e en blijft hij alleen de gediskwalificeerde Sven Kramer voor. In 2014 wordt hij op die afstand alsnog toegevoegd nadat Håvard Bøkko, Sverre Lunde Pedersen, Simen Spieler Nilsen, Alexis Contin en Ivan Skobrev zich hebben afgemeld waarna hij uiteindelijk 14e wordt.
In december 2012 wint Druszkiewicz een zilveren medaille op de 10.000 meter bij de Wereld Universiteitskampioenschappen schaatsen 2012; in 2014 wint hij deze afstand. Traint sindsdien mee met het NOVIS Team waar Druszkiewicz optreedt als sparringpartner van Martina Sáblíková en met ingang van seizoen 2015/2016 komt hij officieel ook uit voor Tsjechië. Op 30 januari 2016 reed hij in Stavanger het nationale record op de 5000 meter in 6.31,49.

## Persoonlijk
Druszkiewicz is naast het schaatsen sportleraar en heeft een relatie met de Poolse schaatsster Angelika Fudalej.

## Records

### Persoonlijke records
| Afstand      | Tijd      | Datum            | Baan     |
| ------------ | --------- | ---------------- | -------- |
| 500 meter    | 37,76     | 28 november 2009 | Calgary  |
| 1000 meter   | 1.16,10   | 6 januari 2013   | Zakopane |
| 1500 meter   | 1.48,74   | 28 november 2009 | Calgary  |
| 3000 meter   | 0 3.42,73 | 25 november 2017 | Calgary  |
| 5000 meter   | 6.21,34   | 1 december 2017  | Calgary  |
| 10.000 meter | 13.20,51  | 10 januari 2010  | Calgary  |

### Nationale records van Tsjechië
| Nr. | Afstand      | Tijd     | Datum            | Baan       |
| --- | ------------ | -------- | ---------------- | ---------- |
| 1   | 5000 meter   | 6.31,49  | 30 januari 2016  | Stavanger  |
| 2   | 3000 meter   | 3.48,53  | 15 oktober 2016  | Inzell     |
| 3   | 10.000 meter | 13.29,49 | 11 december 2016 | Heerenveen |
| 4   | 5000 meter   | 6.30,31  | 28 januari 2017  | Berlijn    |
| 5   | 5000 meter   | 6.25,66  | 7 oktober 2017   | Inzell     |
| 6   | 10.000 meter | 13.25,92 | 19 november 2017 | Stavanger  |
| 7   | 3000 meter   | 3.42,73  | 25 november 2017 | Calgary    |
| 8   | 5000 meter   | 6.21,34  | 1 december 2017  | Calgary    |

Druskiewicz reed nooit een Pools nationaal record.

## Resultaten
| Jaar | EK Allround             | WK Allround             | WK Afstanden               | Olympische Spelen    | Wereldbeker                        |
| ---- | ----------------------- | ----------------------- | -------------------------- | -------------------- | ---------------------------------- |
| 2007 |                         |                         |                            |                      | 0p 1500m 0p 5k/10k                 |
| 2008 |                         |                         | 22e 5000m 8e achtervolging |                      | 0p 1500m 34e 5k/10k                |
| 2009 |                         |                         |                            |                      | 0p 5k/10k                          |
| 2010 |                         |                         |                            | 14e 10000m           | 33e 5k/10k                         |
|      |                         |                         |                            |                      |                                    |
| 2013 |                         |                         |                            |                      | 52e 5k/10k 39e mass start          |
| 2014 |                         |                         |                            | 23e 5000m 14e 10000m | 43e 5k/10k 14e massastart          |
| 2015 |                         |                         |                            |                      | 52e 5k/10k                         |
| 2016 |                         |                         |                            |                      | 0p 1500m 42e 5k/10k                |
| 2017 | NC18 (19e, 13e, 18e, -) | NC24 (24e, 17e, 24e, -) |                            |                      | 0p 1500m 36e 5k/10k 31e massastart |
| 2018 |                         | NC24 (24e, 19e, 24e, -) |                            |                      | 0p 1500m 50e 5k/10k                |
| 2019 | NC16 (18e, 12e, 16e, -) |                         |                            |                      | 68e 1500m 26e 5k/10k               |

(#, #, #, #) = afstandspositie op allroundtoernooi (500m, 5000m, 1500m, 10000m).
NC18 = niet gekwalificeerd voor de laatste afstand, maar wel als 18e geklasseerd in de eindrangschikking